# Gregory Harold Johnson

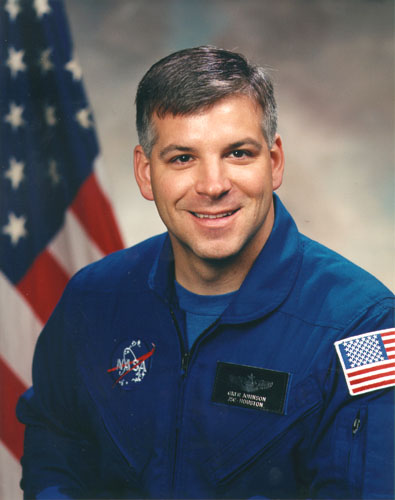
Gregory Harold Johnson

Gregory Harold Johnson (ur. 12 maja 1962 w Upper Ruislip, hrabstwo Middlesex, Wielka Brytania) – pilot wojskowy, członek korpusu astronautów NASA.

## Wykształcenie oraz służba wojskowa
- 1980 – ukończył szkołę średnią (Park Hills High School) w Fairborn, stan Ohio.
- 1984 – w maju został absolwentem Akademii Lotniczej Sił Powietrznych (United States Air Force Academy), gdzie uzyskał licencjat z techniki lotniczej i kosmicznej, a następnie rozpoczął służbę wojskową.
- 1985 – na Columbia University uzyskał tytuł magistra w dziedzinie budowy obiektów latających.
- 1986 – po ukończeniu kursu został pilotem sił powietrznych i rozpoczął służbę w bazie Reese (stan Teksas). Był tam do 1989 instruktorem na samolotach T-38A.
- 1989 – po opanowaniu pilotażu samolotu F-15E rozpoczął służbę w 335 eskadrze myśliwców (335th Fighter Squadron) stacjonującej w bazie Seymour Johnson w Karolinie Północnej.
- 1990 – w grudniu razem z eskadrą został przerzucony do bazy Al Kharj w Arabii Saudyjskiej i uczestniczył w operacji „Pustynna burza” (Desert Storm). Wykonał wówczas 34 loty bojowe.
- 1992 – na 3 miesiące ponownie trafił do Arabii Saudyjskiej, gdzie wykonał 27 lotów bojowych w ramach operacji Southern Watch.
- 1994–1997 – w grudniu 1994 w bazie Edwards, stan Kalifornia, ukończył szkołę dla pilotów doświadczalnych (Air Force Test Pilot School), a później służył w 445 eskadrze doświadczalnej (445th Flight Test Squadron). Uczestniczył w lotach testowych samolotów: F-15C/E, NF-15B i T-38A/B.
- 1997 – w sierpniu przeniesiony został do bazy Maxwell, stan Alabama. Tam podjął naukę na Akademii Dowódczo-Sztabowej Sił Powietrznych (Air Command and Staff College).
- 2005 – na University of Texas w Austin uzyskał tytuł Master of Business Administration.

Na ponad 50 typach samolotów wylatał ponad 5000 godzin.

## Praca w NASA i kariera astronauty
- 1998 – 4 czerwca został przyjęty do korpusu amerykańskich astronautów (NASA-17(inne języki)) jako kandydat na pilota wahadłowca. W sierpniu przystąpił do specjalistycznego szkolenia.
- 1999 – zakończył kurs podstawowy, po którym otrzymał przydział do Biura Astronautów NASA do Dyrektoriatu Operacyjnego Załóg Misji (Flight Crew Operations Directorate).
- 2007 – 29 stycznia wyznaczony został pilotem misji STS-123.
- 2008 – 11 marca wystartował w kosmos jako pilot misji STS-123. Podczas tego lotu do Międzynarodowej Stacji Kosmicznej dołączono japoński moduł Kibō oraz kanadyjski manipulator Special Purpose Dexterous Manipulator.
- 2009 – 11 sierpnia wyznaczony został pilotem misji STS-134[1].
- 2011 – 16 maja rozpoczął swój drugi lot kosmiczny jako pilot misji STS-134.
- 2013 – w sierpniu opuścił NASA i rozpoczął pracę jako dyrektor wykonawczy w CASIS (Center for the Advancement of Science in Space).

## Nagrody i odznaczenia
- Distinguished Flying Cross
- Meritorious Service Medal – dwukrotnie
- Air Medal – czterokrotnie
- Aerial Achievement Medal – trzykrotnie
- Air Force Commendation Medal
- Air Force Achievement Medal – dwukrotnie
- NASA Space Flight Medal – dwukrotnie
- NASA Superior Performance Award
- Lieutenant General Bobby Bond Award – Top USAF test pilot (1996)
- Stephen D. Thorne Top Fox Safety Award (2005)
- Universal Astronaut Insignia za lot orbitalny (nr 468) – Stowarzyszenie Uczestników Lotów Kosmicznych (Association of Space Explorers(inne języki))[2]

## Wykaz lotów
| Loty kosmiczne, w których uczestniczył Gregory H. Johnson                | Loty kosmiczne, w których uczestniczył Gregory H. Johnson | Loty kosmiczne, w których uczestniczył Gregory H. Johnson | Loty kosmiczne, w których uczestniczył Gregory H. Johnson | Loty kosmiczne, w których uczestniczył Gregory H. Johnson | Loty kosmiczne, w których uczestniczył Gregory H. Johnson | Loty kosmiczne, w których uczestniczył Gregory H. Johnson |
| №                                                                        | Data startu                                               | Statek kosmiczny                                          | Data lądowania                                            | Statek kosmiczny                                          | Funkcja                                                   | Czas trwania                                              |
| ------------------------------------------------------------------------ | --------------------------------------------------------- | --------------------------------------------------------- | --------------------------------------------------------- | --------------------------------------------------------- | --------------------------------------------------------- | --------------------------------------------------------- |
| 1                                                                        | 11 marca 2008                                             | STS-123 Endeavour F-21                                    | 27 marca 2008                                             | STS-123 Endeavour F-21                                    | Pilot                                                     | 15 dni 18 godzin 10 minut i 54 sekundy                    |
| 2                                                                        | 16 maja 2011                                              | STS-134 Endeavour F-25                                    | 1 czerwca 2011                                            | STS-134 Endeavour F-25                                    | Pilot                                                     | 15 dni 17 godzin 38 minut i 23 sekundy                    |
| Łączny czas spędzony w kosmosie – 31 dni 11 godzin 49 minut i 15 sekund. |                                                           |                                                           |                                                           |                                                           |                                                           |                                                           |